# Gmina Fjerritslev
Gmina Fjerritslev (duń. Fjerritslev Kommune) - istniejąca w latach 1970–2006 gmina w Danii w  okręgu północnej Jutlandii (Nordjyllands Amt). 
Siedzibą władz gminy było miasto Fjerritslev. 
Gmina Fjerritslev została utworzona 1 kwietnia 1970 na mocy reformy podziału administracyjnego Danii. Po kolejnej reformie administracyjnej w roku 2007 weszła w skład nowej gminy Jammerbugt.

## Dane liczbowe
- Liczba ludności: (♀ 4281 + ♂ 4199) = 8480
  - wiek 0-6: 9,0%
  - wiek 7-16: 14,4%
  - wiek 17-66: 60,8%
  - wiek 67+: 15,7%
- zagęszczenie ludności: 29,3 osób/km²
- bezrobocie: 5,5% osób w wieku 17-66 lat
- cudzoziemcy z UE, Skandynawii i USA: 90 na 10 000 osób
- cudzoziemcy z krajów Trzeciego Świata: 143 na 10 000 osób
- liczba szkół podstawowych: 5 (liczba klas: 55)